# 14.º Regimiento de Instrucción Aérea
El 14.º Regimiento de Instrucción Aérea (14. Flieger-Ausbildungs-Regiment) fue una unidad de la Luftwaffe de la Alemania nazi.

## Historia
Fue formado el 1 de abril de 1939 en Klagenfurt, a partir del 14.º Batallón de Reemplazo Aéreo con:
- Stab
- I Batallón de Instrucción desde el 14.º Batallón de Reemplazo Aéreo
- Escuela Elemental de Vuelo (Escuela/14.º Regimiento de Instrucción Aérea) desde la Escuela Mixta Experimental Superior Klagenfurt-Annabichler.

El II Batallón de Instrucción fue formado en 1940, mientras la Escuela/14.º Regimiento de Instrucción Aérea deja el regimiento el 1 de octubre de 1941, y se convirtió en la 14.º Escuela Mixta Experimental Superior. El 16 de agosto de 1942 es redesignado como el 14º Regimiento Aéreo.

## Comandantes
- Coronel Friedrich Leesemann - (1 de abril de 1939 - 8 de febrero de 1942)

## Orden de Batalla
- 1939 – 1940: Stab, I. (1-5), 6., 7., Escuela.
- 1941 – 1942: Stab, I. (1-5), 7., II. (8-12).